# Marcelle Karp
 (février 2025).
Motif : Une seule source secondaire centrée
- Archive Wikiwix
- Bing
- Cairn
- DuckDuckGo
- E. Universalis
- Gallica
- Google
- G. Books
- G. News
- G. Scholar
- Persée
- Qwant
- (zh) Baidu
- (ru) Yandex
- (wd) trouver des œuvres sur Wikidata

| 1. | Préciser le motif de la pose du bandeau. | Précisez le motif de la pose du bandeau en utilisant la syntaxe suivante : {{admissibilité à vérifier\|date=juillet 2025\|motif=remplacez ce texte par le motif}}                  |
| 2. | Informer les utilisateurs concernés.     | Pensez à avertir le créateur de l'article, par exemple, en insérant le code ci-dessous sur sa page de discussion : {{subst:avertissement admissibilité à vérifier\|Marcelle Karp}} |

Marcelle Karp, alias Betty Boob, (née en 1964), est une écrivaine, éditrice, réalisatrice et productrice de télévision féministe américaine.

## Biographie
Marcelle Karp nait en 1964.
Elle rencontre Debbie Stoller alors qu'elles travaillent toutes les deux pour Nickelodeon à New York. En 1993, elles produisent le premier numéro de Bust (en), « Le magazine des femmes qui ont quelque chose à se dire », qui mélange féminisme et sexualité, aujourd'hui considéré comme l'une des publications phares du féminisme de la troisième vague. Karp utilise alors Betty Boob en tant que nom de plume pour le magazine (Stoller utilise Celina Hex). Elles réussissent à créer une base populaire d'abonnés, distribuant finalement 100 000 exemplaires de chaque numéro. Son livre de 1999, coécrit avec Stoller, The Bust Guide to the New Girl Order  (ISBN 0-14-027774-9), est un recueil d'articles de ce magazine[réf. souhaitée].
Après avoir quitté Bust, Karp commence une carrière dans la radiodiffusion en tant que directrice créative, travaillant pour BET, Fuse, MSG, Lifetime, VH1. Elle continue à écrire pour diverses publications, notamment Sesame Street Workshop, Publishers Weekly et Covey Club.
En 2012, elle commence à produire le spectacle de stand-up, Hello Giggles Presents au Upright Citizen's Brigade Theatre, animé par sa fille, Ruby Karp. Le spectacle devient finalement « Nous espérons que vous vous amuserez ». Karp reste active et prend la parole au Riot Fest en 2014.
En 2015, elle est licenciée à 51 ans. Elle met six ans à retrouver un poste. Elle raconte cette période complexe en 2022 dans un article du Huffington Post,. Son premier roman pour jeunes adultes, Getting Over Max Cooper, sort en avril 2022. En 2023, elle obtient sa maîtrise en études féministes et de genre,.

## Vie personnelle
Marcelle Karp est la mère de l'écrivaine Ruby Karp (en). Elle se marie en 2000, peu de temps après la naissance de sa fille, puis divorce en 2002.